# Heidemarie Lex-Nalis

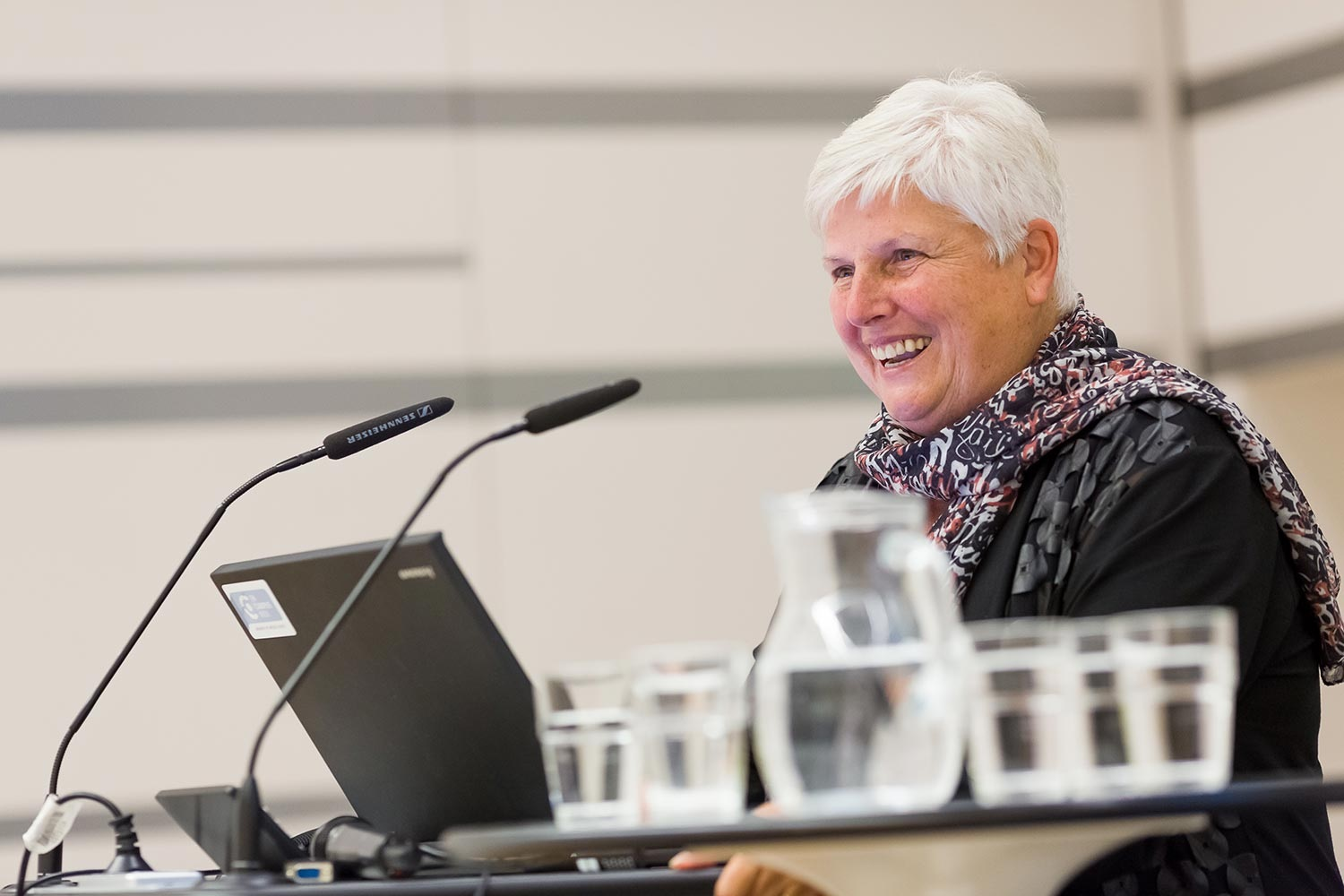
Heidemarie Lex-Nalis (2017)

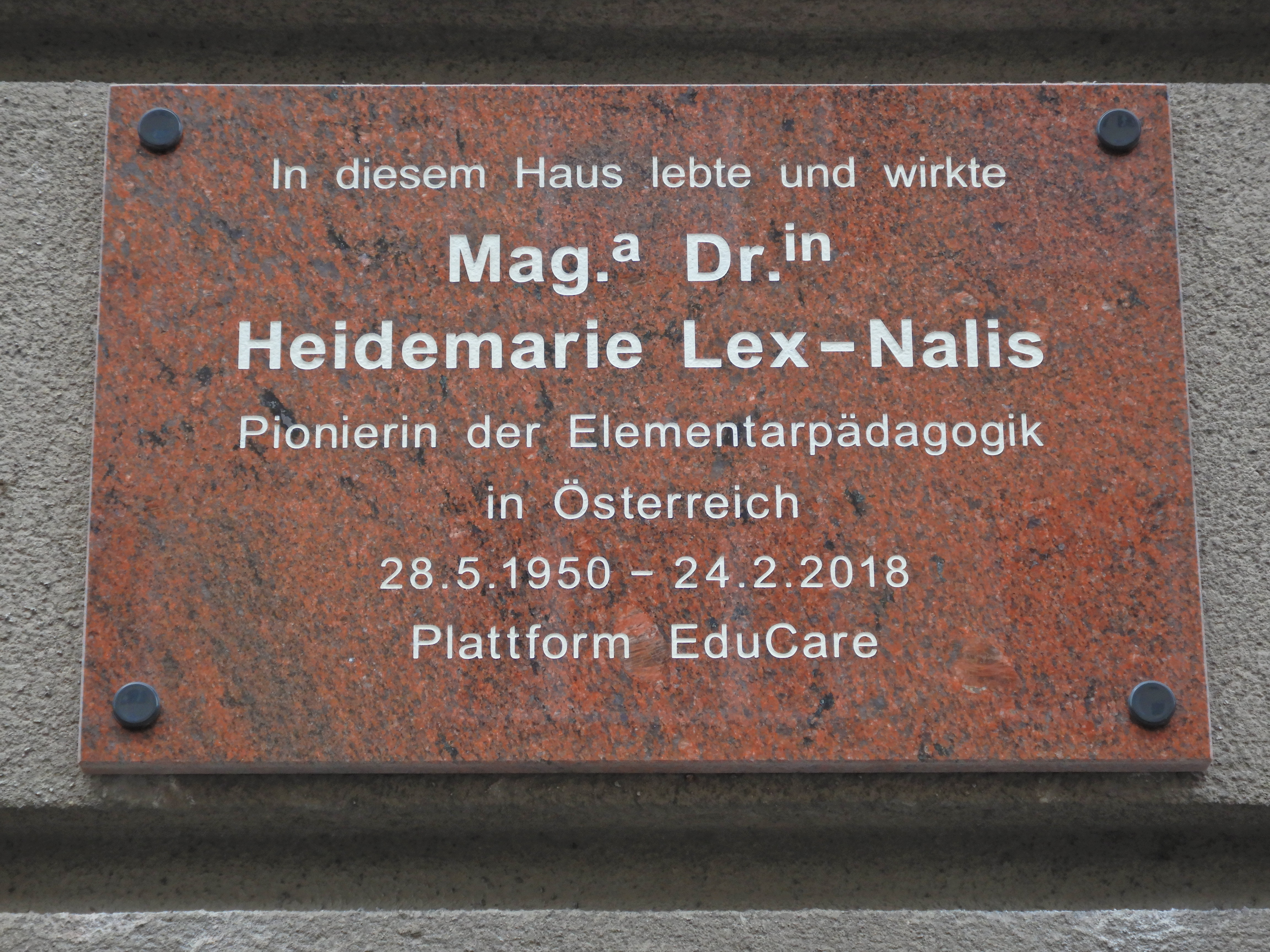
Gedenktafel für Heidemarie Lex-Nalis

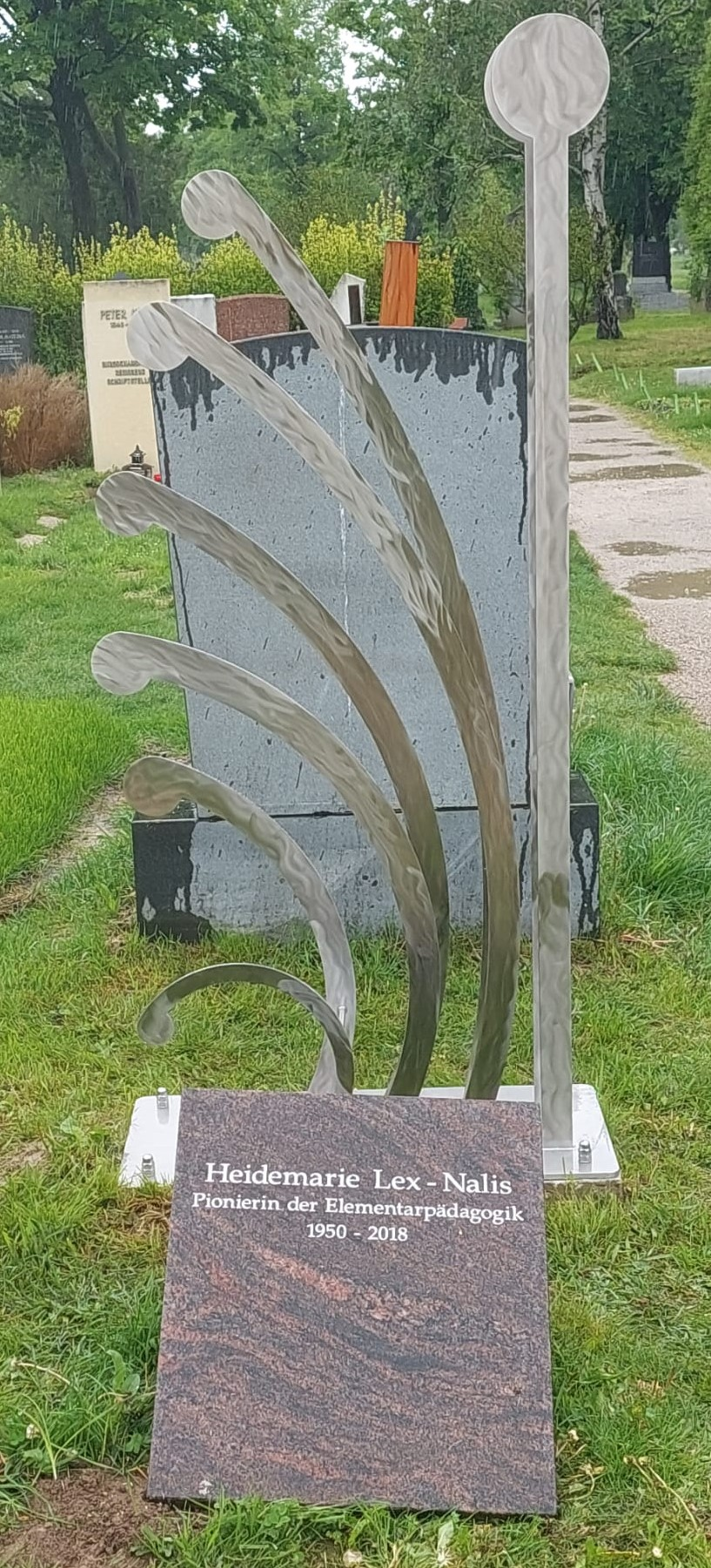
Grab Wiener Zentralfriedhof Gruppe 40, Grab 215

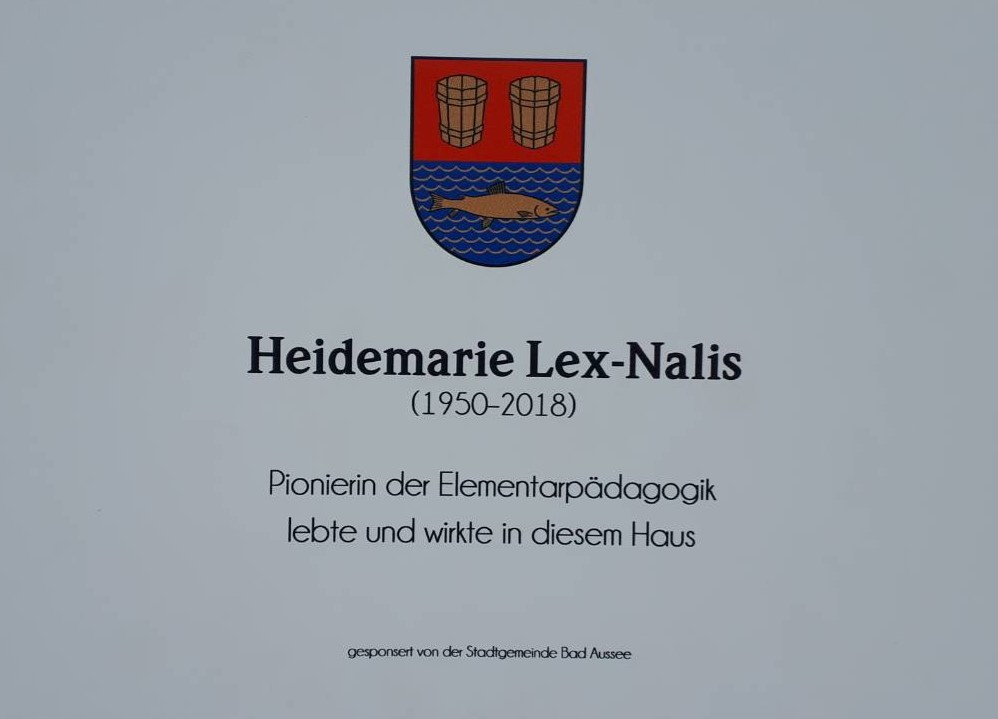
Erinnerungstafel der Stadtgemeinde Bad Aussee am Wohnhaus

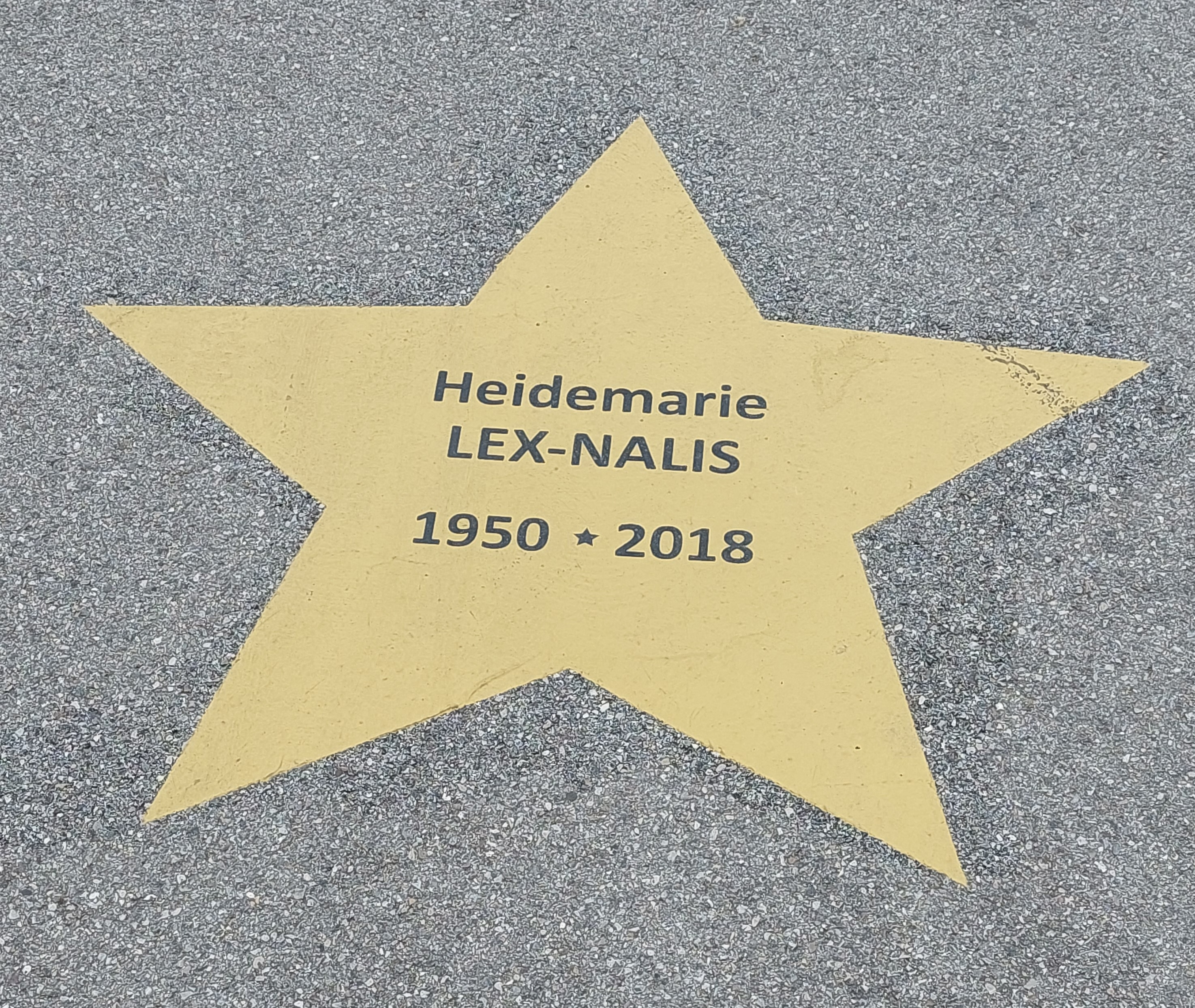
Ehrenstern der Stadt Linz/Donau

Heidemarie Lex-Nalis, geborene Heidemarie Oberrauter (* 28. Mai 1950 in Spittal an der Drau, Kärnten; † 24. Februar 2018 in Wien) war eine österreichische Soziologin, Pädagogin und Vorkämpferin der Elementarpädagogik in Österreich.

## Leben
Sie wurde als Tochter von Josef und Johanna Oberrauter (1924–2013) geboren. Die Mutter war Mundartdichterin und SPÖ-Gemeinderätin von Spittal an der Drau. Nach ihrer Ausbildung zur Kindergartenpädagogin in Klagenfurt und – als eine der ersten Frauen in Österreich – Ablegung der Berufsreifeprüfung an der Universität Wien absolvierte Heidemarie Lex-Nalis Studien an der Hochschule für Musik und Darstellende Kunst in Wien (Lehrbefähigung für Rhythmisch-Musikalische Volks- und Jugendbildung), an der Johannes-Kepler-Universität in Linz (Mag. rer. soc. oec. für Wirtschaftswissenschaften und Soziologie) und an der Alpen-Adria-Universität in Klagenfurt (Dr. phil. für Sozialpädagogik und Sozialpsychologie).
Ihre berufliche Laufbahn begann sie 1968 als Kindergartenpädagogin und Hortpädagogin bei der Stadt Wien, seit 1972 unterrichtete sie in verschiedenen Einrichtungen der Aus- und Weiterbildung für Kindergärtnerinnen und war in der Folge auch Lehrerin an Bildungsanstalten für Kindergartenpädagogik (heute BAfEP) in Linz sowie an der Fachschule für Sozialberufe/Behindertenarbeit (heute Schule für Sozialbetreuungsberufe Gallneukirchen, Behindertenarbeit & Behindertenbegleitung) in Gallneukirchen, Oberösterreich.
Von 1980 bis 1984 war sie Lehrerin an der Heilerziehungspflegeschule in Herne/Deutschland, Lehrbeauftragte an der FH für Sozialpädagogik in Bochum und Praxisberaterin in mehreren Einrichtungen der Diakonie für Menschen mit Behinderung.–
1984 bis 1993 war sie Lehrerin für Praxis, Didaktik, Heil- und Sonderpädagogik, Kommunikation und Gruppendynamik an der Bildungsanstalt für Kindergartenpädagogik (heute: BAfEP) in Wien-Ettenreichgasse.
Von 1993 bis 2003 war sie Leiterin der Bildungsanstalt für Kindergartenpädagogik (heute: BAfEP) in der Ettenreichgasse in Wien-Favoriten und bis 1998 auch der BAKIP (heute BAfEP) Langegasse bzw. Albertgasse in Wien.
Heidemarie Lex-Nalis war Mitbegründerin des bundesweiten Netzwerks „Plattform EduCare“. Dieses fördert den Austausch von Pädagogen und Kindergarten-Trägern, bezog aber immer wieder auch zu bildungspolitisch wichtigen Fragen Stellung. In diesem Zusammenhang setzte sich Heidemarie Lex-Nalis mit großem Engagement für eine Aufwertung des wichtigen Berufsfeldes der Kindergartenpädagogik ein und betonte die große Bedeutung der Elementarpädagogik für die Gesellschaft und ihre Kinder.
Heidemarie Lex-Nalis gilt als Pionierin in Sachen Elementarpädagogik, die sich immer für eine tertiäre Ausbildung im Elementarbildungsbereich starkgemacht hat. Ihr Engagement galt der Verbesserung der Rahmenbedingungen für elementarpädagogische Einrichtungen und Institutionen, sie war als Kämpferin für die Qualitätsentwicklung in der Elementarpädagogik bekannt.
Neben ihrer Tätigkeit im Rahmen der Elementarpädagogik war Heidemarie Lex-Nalis seit 1979 als Fachbereichsleiterin beim PSD-Psychosoziale Dienste Wien sowie in der Beratung, Aus- und Weiterbildung in Einrichtungen für behinderte Menschen – insbesondere im Rahmen der Gemeinnützigen Stiftung Helga Keil-Bastendorff – tätig, widmete sich dem Aufbau und Leitung von gemeinwesenintegrierten Einrichtungen für geistig- und mehrfach behinderte bzw. chronisch psychisch kranke Menschen im Rahmen der Psychiatriereform in Wien, war im Vorstand des Vereins für Gemeinwesenintegration und Normalisierung (GIN) in Wien.
Ein weiterer Tätigkeitszweig war der Aufbau und Leitung von Supervisionslehrgängen für Praxis-Didaktiklehrkräfte sowie Aufbau und Leitung eines psychotherapeutischen Propädeutikums für Kindergartenpädagoginnen sowie die Begleitung der Studenten der Coachingausbildung im Rahmen der ARGE Bildungsmanagement.
Schließlich war Heidemarie Lex-Nalis seit 2014 Lehrbeauftragte im Rahmen der Studiengänge für Elementarpädagogik an der FH-Campus Wien und an den Universitäten Graz und Salzburg.
Die Sektion Elementarpädagogik der ÖFEB – Österreichische Gesellschaft für Forschung und Entwicklung im Bildungswesen wurde nicht unwesentlich aufgrund ihrer Anregungen gebildet.
Lex-Nalis ist Namensgeberin für einen Preis im Bereich der Elementarpädagogik, der von der Uni Wien und dem FH Campus Wien gestiftet wurde.

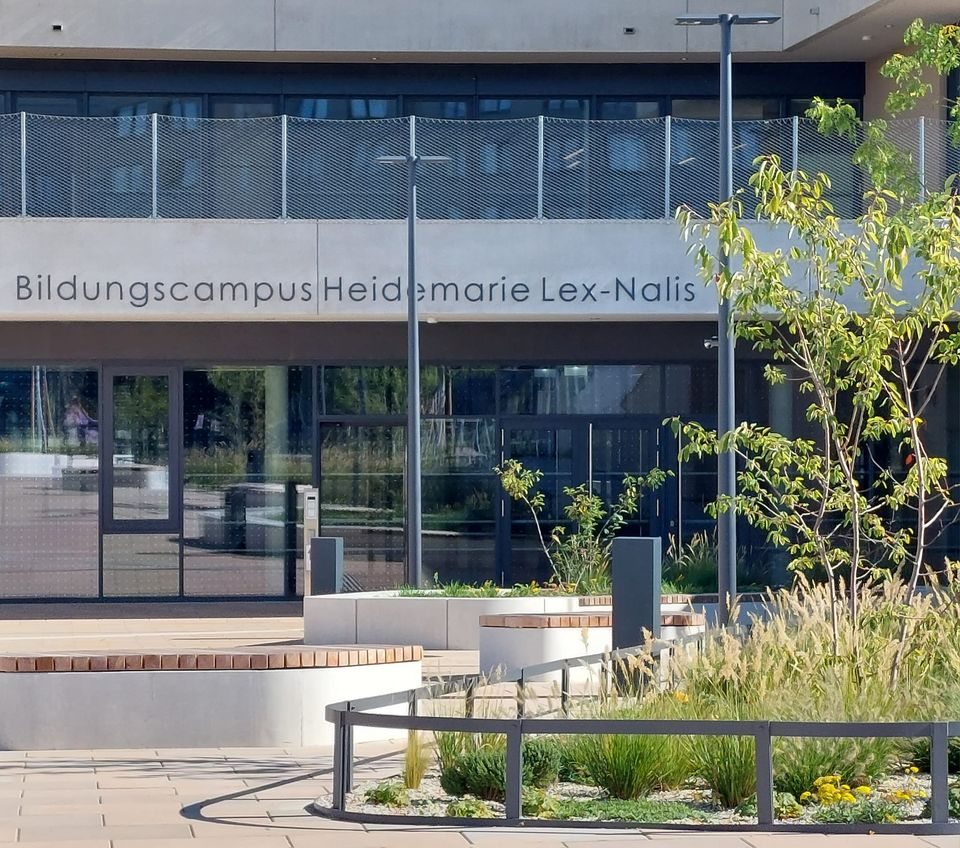
Bildungscampus Heidemarie Lex-Nalis in Wien-Simmering

Im 11. Wiener Gemeindebezirk Simmering ist eine Bildungsinstitution in „Bildungscampus Heidemarie Lex-Nalis“ benannt, der als architektonisches Vorzeigeprojekt gilt.
Im 10. Wiener Gemeindebezirk Favoriten ist eine Straße im Stadterneuerungsgebiet Neues Landgut als "Heidemarie-Lex-Nalis-Gasse" gewidmet worden.
Die Landeshauptstadt Linz an der Donau ehrt auf dem "Walk of Fem" Heidemarie Lex-Nalis mit einem Stern auf der Ernst-Koref-Promenade zwischen dem Lentos-Museum und dem Brucknerhaus.
Die Stadtgemeinde Bad Aussee hat am Wohnhaus von Heidemarie Lex-Nalis eine Gedenktafel angebracht, um an sie als "Neigungsausserin", die hier lebte und wirkte, zu erinnern.
Heidemarie Lex-Nalis war verheiratet und hatte zwei Kinder sowie vier Enkelkinder.

## Auszeichnungen/Ehrungen
- 2011: Gertrude Fröhlich-Sandner-Ehrenpreis der Österreichischen Kinderfreunde
- 2013: WIENERIN Award
- 2014: Otto-Glöckel-Medaille der Stadt Wien
- 2020: Virtuelle Ehrentafel der Stadtgemeinde Bad Aussee, Steiermark[9]
- 2022: Humanitätsmedaille der Stadt Linz[10]
- 2023: „Ehrenhalber gewidmetes Grab der Stadt Wien“ auf dem Wiener Zentralfriedhof, Gruppe 40, Grab 215[11]
- 2023: Stern am Walk of Fem in Linz/Donau[12]

## Publikationen
- Widersprüche gesellschaftlicher Kleinkinderziehung in der bürgerlichen Gesellschaft. Diplomarbeit. Universität Linz, 1979. Verfügbar in ÖNB Hauptabteilung, Wien-Heldenplatz, Zitierlink
- Normalisierung und Integration in einem Wiener Modell für gemeinwesenintegriertes Wohnen geistig behinderter Erwachsener. Dissertation, Universität Klagenfurt, 1990. Verfügbar in ÖNB Hauptabteilung, Wien-Heldenplatz, Zitierlink
- Die Ausbildung von PädagogInnen für das elementarpädagogische Feld – Blicke in die Historie und die aktuelle Diskussion. In: Wustmann, Karber, Giener: Kindheit aus sozialwissenschaftlicher Perspektive. Grazer Universitätsverlag, 2013, ISBN 978-3-7011-0214-3.
- Politische Lobby- und Netzwerkarbeit am Beispiel der Plattform EduCare. In: Koch (Hrsg.): Handbuch Kindergartenleitung. Das ABC für Führungskräfte in der Elementarpädagogik. Kita aktuell, München / Frankfurt am Main 2014, ISBN 978-3-556-06528-0.
- Das Österreichische Kindergartenwesen – ein Blick in die Geschichte und die aktuelle Diskussion. In: Burtscher (Hrsg.): Handbuch für ErzieherInnen. Olzog-Verlag, München 2016, ISBN 978-3-7892-1009-9.
- mit Katharina Rösler: Geschichte der Elementarpädagogik in Österreich. Beltz-Juventa Verlag, Weinheim 2019, ISBN 978-3-7799-3787-6.